# Manuel Córdoba
Manuel Acisclo Córdoba (Istmina, 10 februari 1960) is een voormalig profvoetballer uit Colombia, die speelde als aanvaller gedurende zijn loopbaan. Zijn bijnaam luidde "Triciclo".

## Clubcarrière
Córdoba speelde profvoetbal van 1981 tot 1997, en kwam achtereenvolgens uit voor Unión Magdalena, Atlético Junior, Atlético Nacional, Millonarios, Independiente Santa Fe, Atlético Huila, Independiente Medellín, Deportivo Cortuluá en Independiente Santa Fe.

## Interlandcarrière
Córdoba kwam in totaal 15 keer (drie doelpunten) uit voor de nationale ploeg van Colombia in de periode 1984-1985. Hij maakte zijn debuut op 9 augustus 1984 in de vriendschappelijke wedstrijd tegen Peru (0-0).
| Interlands van Manuel Córdoba voor Colombia | Interlands van Manuel Córdoba voor Colombia | Interlands van Manuel Córdoba voor Colombia | Interlands van Manuel Córdoba voor Colombia | Interlands van Manuel Córdoba voor Colombia | Interlands van Manuel Córdoba voor Colombia |
| №                                           | Datum                                       | Wedstrijd                                   | Uitslag                                     | Competitie                                  | Goals                                       |
| Als speler van Millonarios                  | Als speler van Millonarios                  | Als speler van Millonarios                  | Als speler van Millonarios                  | Als speler van Millonarios                  | Als speler van Millonarios                  |
| ------------------------------------------- | ------------------------------------------- | ------------------------------------------- | ------------------------------------------- | ------------------------------------------- | ------------------------------------------- |
| 1                                           | 9 augustus 1984                             | Peru – Colombia                             | 0 – 0                                       | Oefeninterland                              |                                             |
| 2                                           | 24 augustus 1984                            | Colombia – Argentinië                       | 1 – 0                                       | Oefeninterland                              |                                             |
| 3                                           | 9 oktober 1984                              | Mexico – Colombia                           | 1 – 0                                       | Oefeninterland                              |                                             |
| 4                                           | 11 oktober 1984                             | Verenigde Staten – Colombia                 | 1 – 0                                       | Oefeninterland                              |                                             |
| 5                                           | 1 februari 1985                             | Colombia – Zwitserland                      | 2 – 2                                       | Oefeninterland                              |                                             |
| 6                                           | 10 februari 1985                            | Colombia – Polen                            | 1 – 2                                       | Oefeninterland                              | 9'                                          |
| 7                                           | 14 februari 1985                            | Colombia – Polen                            | 1 – 0                                       | Oefeninterland                              |                                             |
| 8                                           | 21 februari 1985                            | Chili – Colombia                            | 1 – 1                                       | Oefeninterland                              |                                             |
| 9                                           | 24 februari 1985                            | Uruguay – Colombia                          | 3 – 0                                       | Oefeninterland                              |                                             |
| 10                                          | 2 maart 1985                                | Paraguay – Colombia                         | 0 – 3                                       | Oefeninterland                              | 41'                                         |
| 11                                          | 17 april 1985                               | Colombia – Paraguay                         | 1 – 0                                       | Oefeninterland                              |                                             |
| 12                                          | 2 juni 1985                                 | Colombia – Argentinië                       | 1 – 3                                       | WK-kwalificatie                             |                                             |
| 13                                          | 9 juni 1985                                 | Peru – Colombia                             | 0 – 0                                       | WK-kwalificatie                             |                                             |
| 14                                          | 16 juni 1985                                | Argentinië – Colombia                       | 1 – 0                                       | WK-kwalificatie                             |                                             |
| 15                                          | 30 juni 1985                                | Colombia – Venezuela                        | 2 – 0                                       | WK-kwalificatie                             | 15'                                         |